# 斎藤和平太

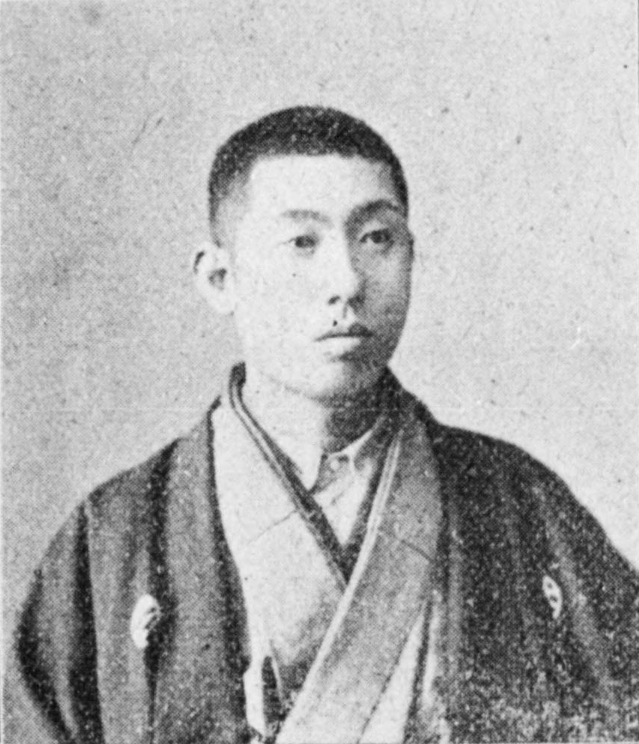
斎藤和平太

斎藤 和平太（さいとう わへいた、1865年5月10日（慶応元年4月16日）- 1925年（大正14年）9月24日）は、日本の実業家、政治家。衆議院議員、新潟県西蒲原郡小池村長。

## 経歴
越後国蒲原郡小池村（現:新潟市燕市）で、大庄屋・斎藤義範の長男として生まれる。長善館、遠藤義方（寺泊町入軽井）に学び、漢学を修めた。1881年、長岡農学校に入学。
産業の振興に尽力し、西蒲原郡会議員、新潟県会議員、小池村長を務めた。1898年8月、第6回衆議院議員総選挙で新潟県郡部から憲政党所属で出馬し当選。その後、第9回総選挙まで連続四回の当選を果たした。地租軽減、行財政整理、民力の休養を主張した。1903年、第18帝国議会における立憲政友会と第1次桂内閣の妥協に反対し政友会から脱会したが、党友の慰留を受けて復帰した。在京中に斎藤の書生であった田辺熊一が後継者として衆議院議員に選出された。
その他、実業界でも活躍し、地蔵堂米穀取引所理事長を務め、石油採掘、北海道開墾を手掛け、公共事業の推進に尽力した。